# Амелио, Джованни
Джованни Баттиста Амелио (итал. Giovanni Battista Ameglio; 29 октября 1854, Палермо — 29 декабря 1921, Рим) — итальянский военный и государственный деятель; генерал-лейтенант (1912), губернатор протектората Итальянская Киренаика с 6 ноября 1913 по 15 июля 1915 года, губернатор Итальянской Триполитании до 5 августа 1918 года.

## Биография
Джованни Баттиста Амелио родился 29 октября 1854 года в городе Палермо (Королевство обеих Сицилий). В 1910 году он стал генерал-майором Королевской итальянской армии; в 1912 году получил звание генерал-лейтенанта. Воевал в Киренаике во время Итало-турецкой (Ливийской) войны 1911—1912 годов: участвовал в захвате Бенгази. Во время той же войны возглавлял оккупацию острова Родос в мае 1912 года и занимал должность командующего оккупированными островами Эгейского моря до 14 октября 1913 года.
Амелио являлся губернатором протектората Итальянская Киренаика в период с 6 ноября 1913 по 15 июля 1915 года — сменил на данном посту генерал-лейтенанта Оттавио Бриккола. Амелио стал также губернатором Итальянской Триполитании: занимал данный пост с 1915 года по 5 августа 1918 года. Затем был назначен сенатором. Скончался 29 декабря 1921 года в городе Рим.

## Работы
- Le collezioni botaniche fatte dal maggiore G. Ameglio nella colonia eritrea ed illustrate dal d. Achille Terracciano // Achille Terracciano, 1897 — Bollettino del R. Orto botanico di Palermo, 15 lug. 1897, v. 1.
- Intorno e di fronte all’Abissinia, Appunti del t. colonnello G.B. Ameglio. Napoli 2 maggio 1900. 2 fasc., dattiloscritti.